# Füllfederhalter

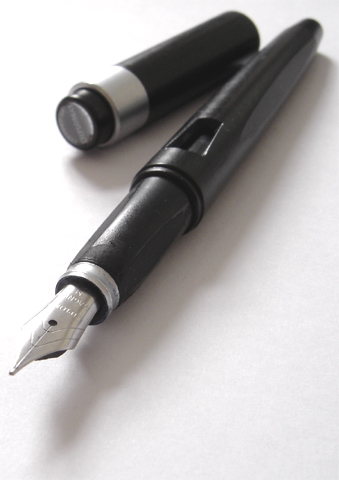
Moderner Patronenfüller

Ein Füllfederhalter, kurz auch Füllhalter, Füllfeder oder Füller genannt, ist ein Schreibgerät in Stiftform, das mittels einer Metallfeder Tinte auf Papier überträgt. Die Tinte fließt dabei über einen Tintenleiter durch Kapillarwirkung von einem Speicher (z. B. Tintenpatrone, Konverter oder im Kolbenfüller der Tank) an die Spitze der Metallfeder und wird dort vom Papier aufgesaugt. Füllfederhalter finden heutzutage vor allem in der Schulausbildung Verwendung.

## Geschichte

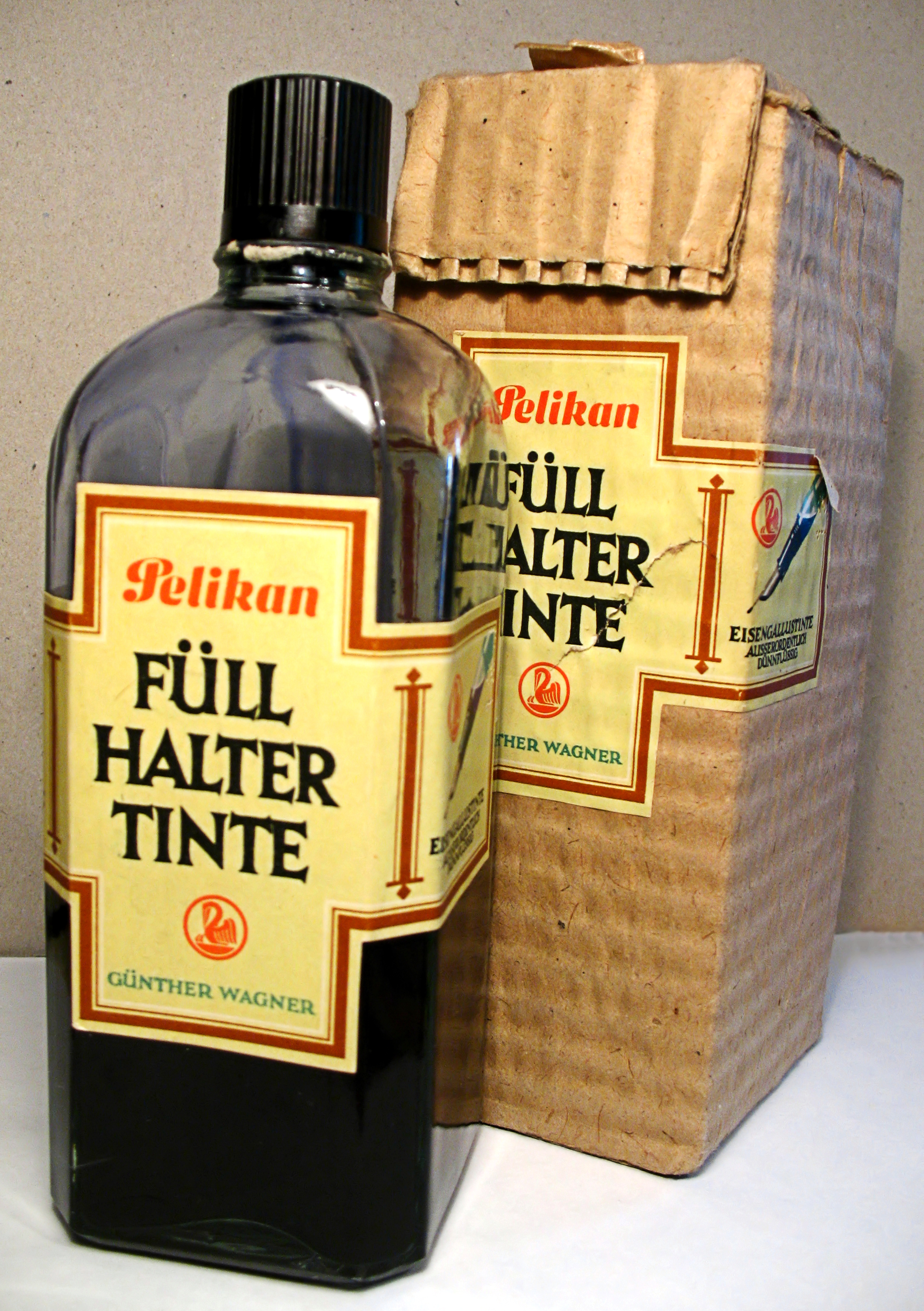
Nachfüllbehälter Eisengallustinte ½ Liter, 1950er Jahre

Im Jahre 1636 konstruierte Daniel Schwenter aus Altdorf bei Nürnberg eine Feder mit drei ineinandergeschobenen Gänsekielen, die auch heute noch in der Kalligraphie verwendet werden. Zwei holländische Reisende hatten 1656 in Paris die erste Füllfeder gesehen. In dem „Journal d’un voyage à Paris en 1657–1658“ wird von Autor Armand Prosper Faugère ein derartiges Gerät beschrieben. Die älteste historische Aufzeichnung über einen Federhalter datiert damit aus dem Jahre 1657. Um 1786 baute der Leipziger Mechanikus Scheller eine „Reiseschreibfeder mit beständig Dinten“. Der früheste erhaltene Füllfederhalter stammt aus dem 18. Jahrhundert. Bis zum Anfang des 19. Jahrhunderts gab es nur langsame Fortschritte in der Entwicklung, danach beschleunigte sie sich, und die Anzahl der produzierten Füllfederhalter stieg. Maßgeblich für den Erfolg waren drei entscheidende Erfindungen: die der Goldfeder mit Iridiumspitze, des Hartgummis und die der gleichmäßig fließenden Tinte.

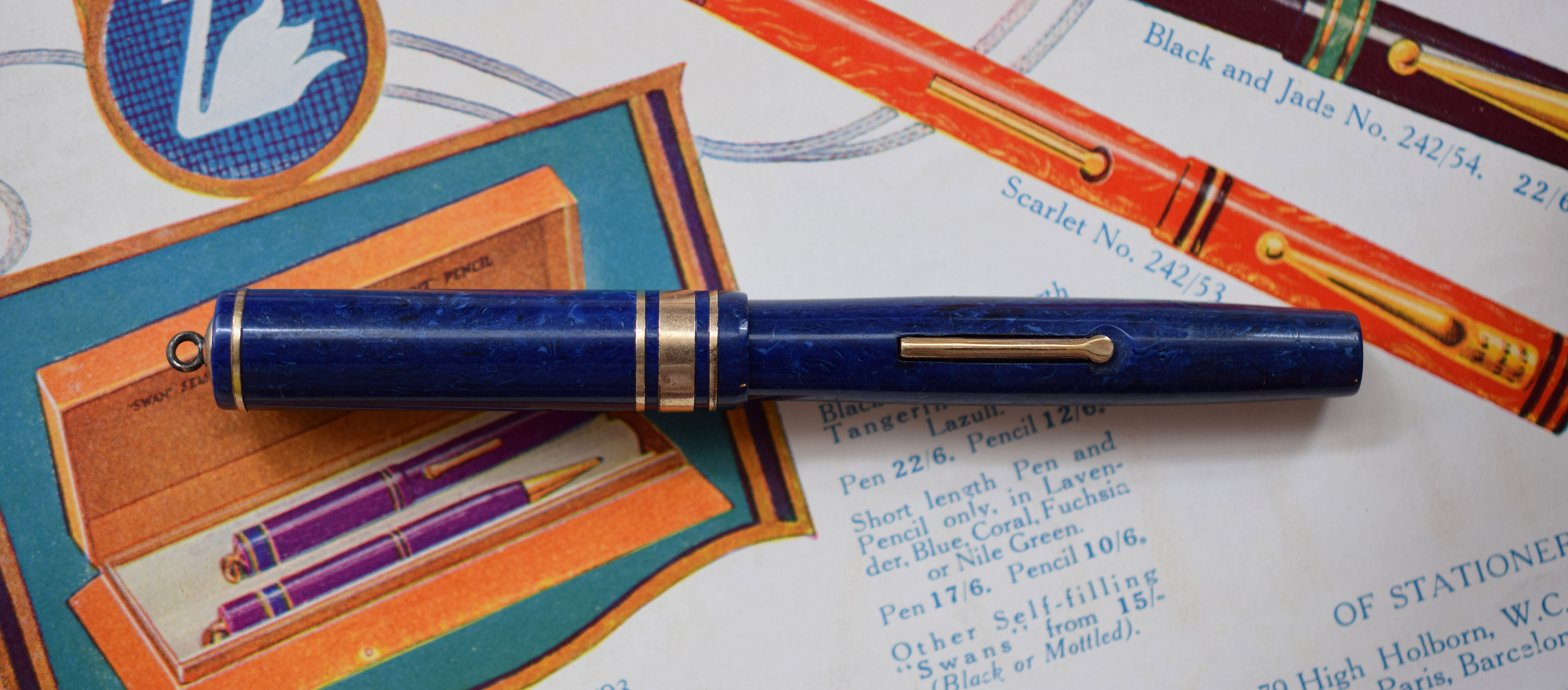
Füllfederhalter aus Zelluloid in Lapislazuli-Blau mit Hebelmechanik.
(Mabie Todd & Co. New York, 1927)

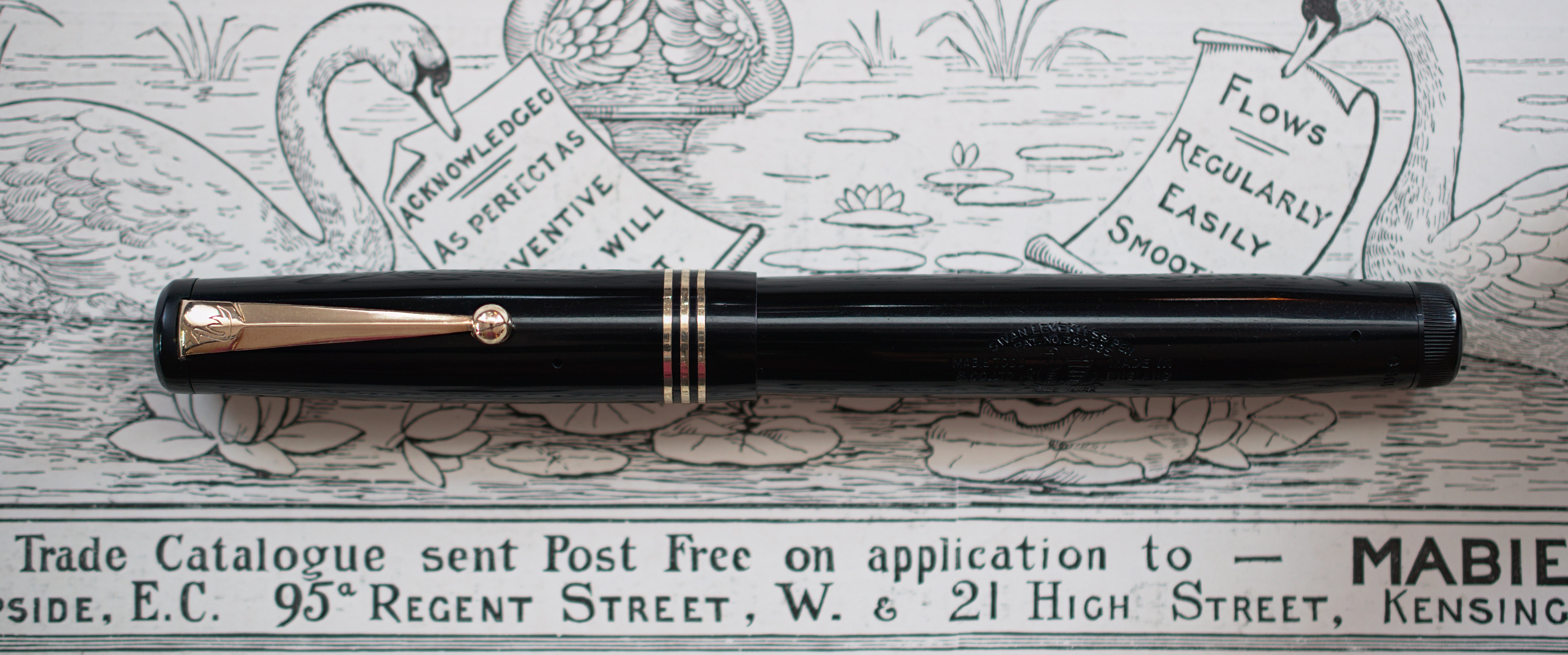
Füllfederhalter aus schwarzem Zelluloid mit Drehmechanik.
(Mabie Todd & Co. LTD., etwa 1940)

Die ersten Federhalter, die mit diesen Schlüsseltechnologien ausgestattet waren, entstanden in den 1850er Jahren. Bereits 1849 patentierte der schottische Ingenieur Robert William Thomson seinen fountain pen, den er auf der ersten Weltausstellung 1851 in London ausstellte.
In Deutschland begannen die Fabrikanten Friedrich Soennecken 1871 und Koch/Weber 1872 mit der Produktion von Federhaltern; Soennecken und KaWeCo wurden in den Anfangsjahren die Hauptproduzenten in Deutschland. Die Erfindung der Gleichzugfeder zum Schreiben der Rundschrift durch Soennecken war eine weitere Innovation, die das moderne Schreiben mit Federn möglich machte.
Mit der Patentanmeldung am 12. Februar 1884 von Lewis Edson Watermans Tintenleiter begann dann die Ära des Füllfederhalters. Im ersten Geschäftsjahr produzierte die Waterman Company 200 Füllfederhalter an einem Küchentisch im Hinterzimmer eines Zigarettengeschäftes in New York. Die ersten amerikanischen Produzenten in dieser Pionierzeit waren die Firmen Waterman in New York City, Wirt in Bloomsburg (Pennsylvania) sowie Parker in Janesville (Wisconsin) und Sheaffer in Fort Madison, Iowa.
Der Mitbegründer der Hennefer Maschinenfabrick Reuther & Reisert (Chronos-Werk), der Ingenieur Eduard Reisert, meldete 1899 einen Füllfederhalter mit Tintenbehälter und Schlauch international zum Patent an. Dieser erste Hebelfüller war eine Weiterentwicklung des 1884 von Waterman patentierten Füllfederhalters. Die Innovation bestand im Einbau eines Schlauches sowie eines Druckhebels, der Tintenfluss nur beim Schreiben sicherstellte und so Klecksen verhinderte. Für die Produktion gründete er 1901 in Hennef an der Sieg die Klio Werk GmbH Spezialfabrik für Füllfederhalter und Büromöbel. In den Folgejahren wurde dieser Hebelfüller als Patent Füllfeder Klio in Anzeigen und Katalogen massiv vermarktet.

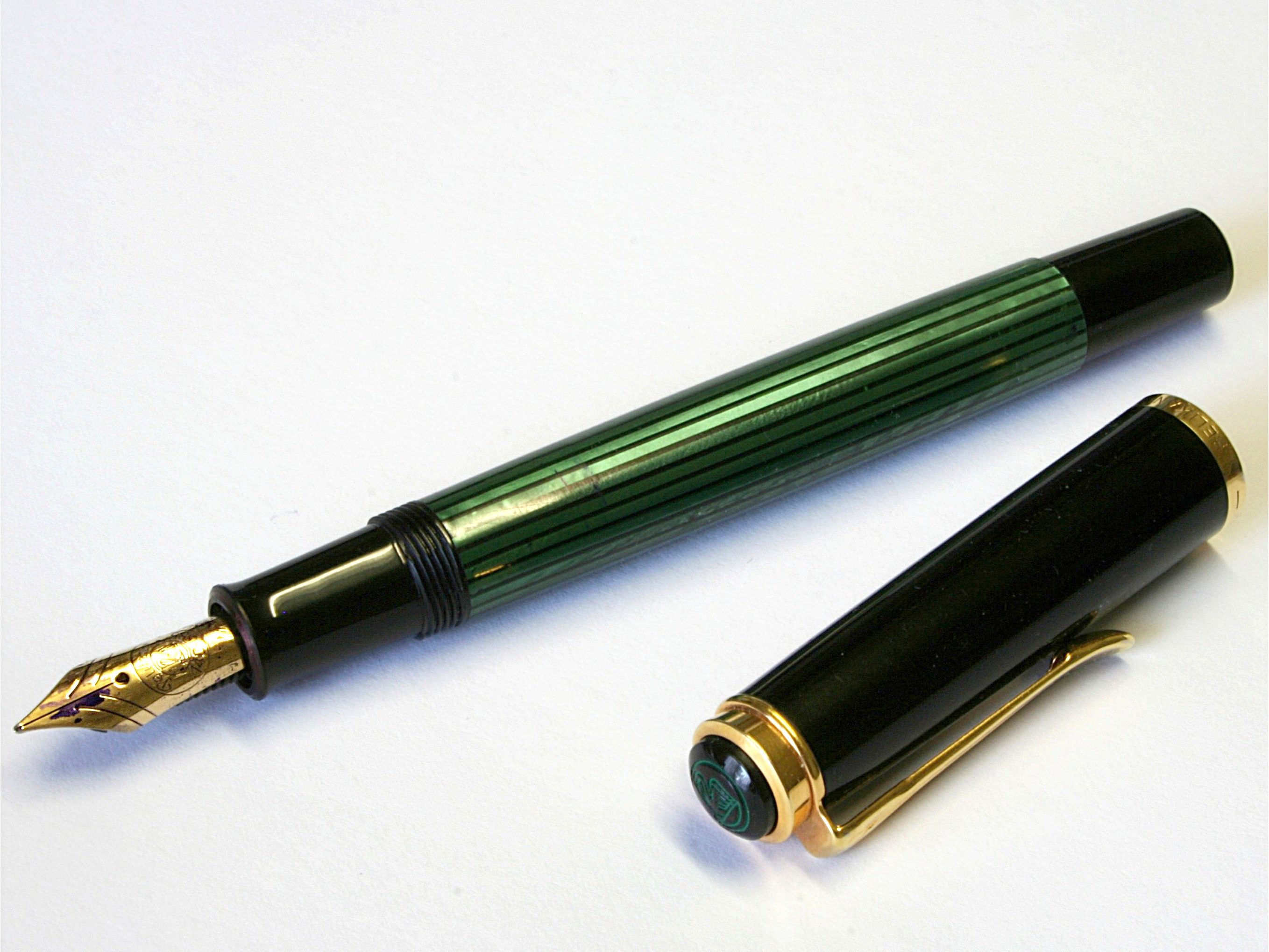
Ein Kolbenfüller, auch Aufziehfüller genannt

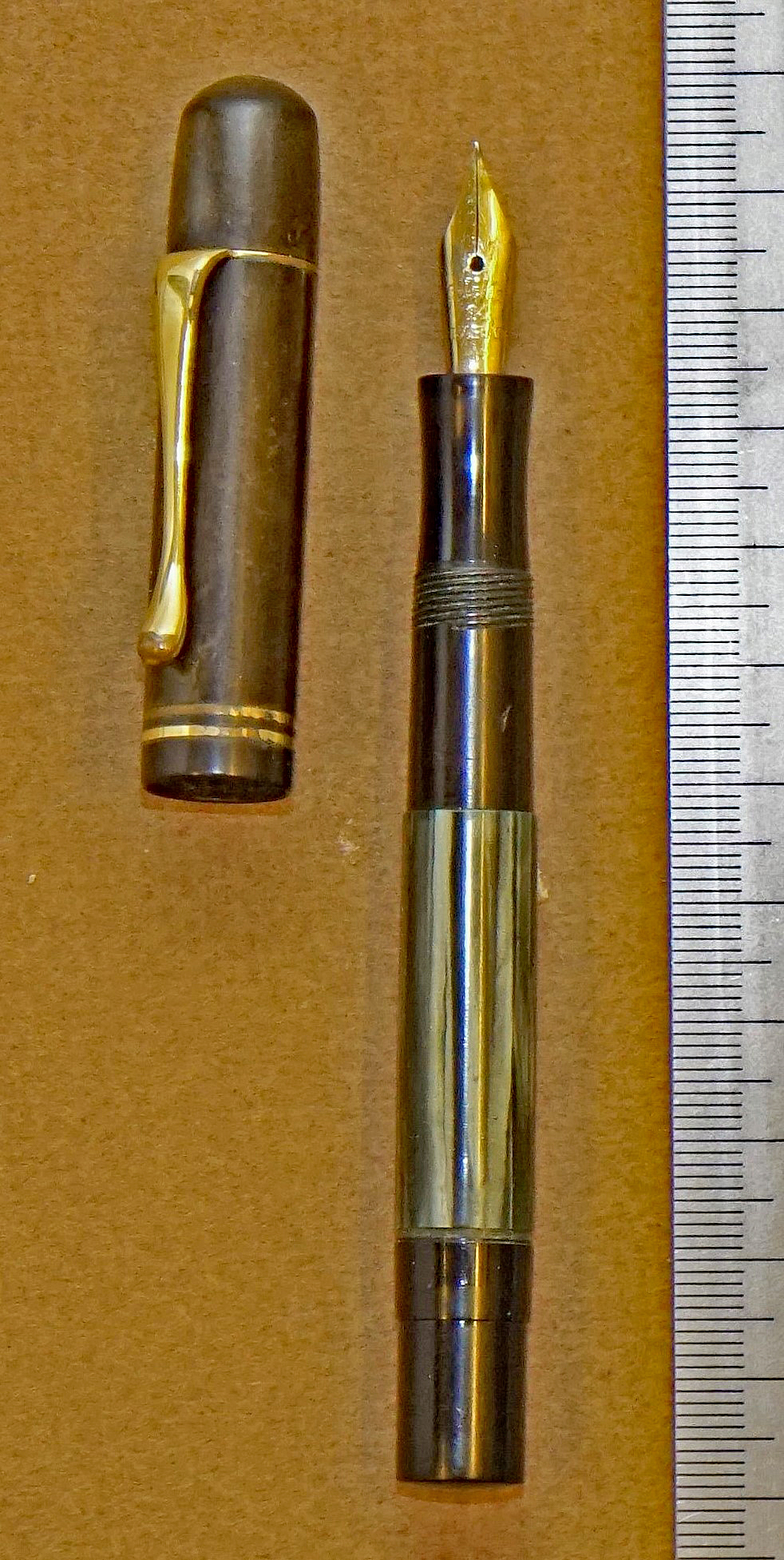
Pelikan-Füllfeder der 1930er/40er Jahre

Montblanc wurde 1906/1908 gegründet. Die Firma Pelikan erwarb 1925 ein Patent des ungarischen Ingenieurs Theodor Kovács zu einem Kolbenfüller, entwickelte dies zur Marktreife und brachte 1929 den Pelikan 100 auf den Markt.
In den folgenden Jahrzehnten gab es viele technologische Innovationen bei der Herstellung der Schreibgeräte. Zelluloid ersetzte stufenweise das vulkanisierte Hartgummi, was die Produktion einer viel breiteren Palette von Farben und Designs ermöglichte. Gleichzeitig experimentierten die Hersteller mit neuen Füllsystemen. Die Zwischenkriegszeit brachte die Einführung einiger bemerkenswerter Modelle – wie des Parker Duofold und Vacumatic, der Reihe Sheaffer’s Lifetime Balance, der Toledo-Füllhalter und ab 1929 des Pelikan 100. 1949 kam ein neues Kolbenfüllsystem auf den Markt, das Soennecken sich bereits 1939 hatte patentieren lassen. Zu dieser Zeit erlebte in den USA die Waterman Company ihren wirtschaftlichen Niedergang und wurde an den Konkurrenten Parker verkauft.
Während der 1940er und 1950er Jahre behaupteten die Füllfederhalter ihre beherrschende Stellung unter den Schreibgeräten, denn frühe Kugelschreiber waren teuer, neigten zum Auslaufen und hatten einen nur unregelmäßigen Tintenfluss, während die Füllfederhalter weiterhin von der Kombination aus Massenproduktion und Kunstfertigkeit profitierten. Diese Periode brachte die Produkteinführung von erfinderischen Modellen – wie des Parker 51, des Sheaffer Snorkel und des Eversharp Skyline –, während die Esterbrook J Serie mit den Hebelfüllermodellen mit auswechselbaren Stahlspitzen billige und zuverlässige Massenprodukte anbot.
Ab den 1960er Jahren verdrängte dann der Kugelschreiber durch Verbesserungen in der Herstellung allmählich den Füllfederhalter im Alltag. Obwohl Patronenfüllfederhalter in Deutschland und Frankreich noch immer – insbesondere in der Schule – in Gebrauch sind, vermarkten manche Hersteller ihre Füllfederhalter heute eher als Sammelobjekt und Statussymbol und nicht (nur) als Schreibgerät für den alltäglichen Gebrauch. Hierzu gehören insbesondere die Marken Montblanc, Montegrappa, Faber-Castell mit der Linie Graf von Faber-Castell sowie Pelikan mit den Serien Majesty, Souverän, Toledo, Limited bzw. Special Edition.

## Aufbau

### Schaft und Kappe
Schaft und Kappe bilden den äußeren Körper des Füllfederhalter. Aus gestalterischen Gründen sind sie häufig aus demselben Material gefertigt, aber auch Kombinationen sind möglich – der Pelikano besitzt einen Schaft aus Kunststoff und eine Kappe aus Metall.
Der Schaft (auch „Korpus“) nimmt den Tintenvorrat und das Tintenleitsystem auf, er hält die Schreibfeder. Die meisten Schäfte haben einen kreisförmigen Querschnitt. Am vorderen Teil, mit dem der Füller beim Schreiben gehalten wird, ist der Schaft meist besonders gestaltet, sei es durch Griffmulden oder andere Mittel.
Wenn der Füllfederhalter nicht in Gebrauch ist, wird die Schreibfeder durch die Kappe gegen Beschädigen und Austrocknen geschützt. Umgekehrt verhindert die Kappe die Verschmutzung der Auflage oder gar der Kleidung mit austretender Tinte. Die meisten Kappen haben einen Clip, der zur Befestigung dient sowie das Abrollen auf der Unterlage verhindert. Kappen werden entweder mit Schraubverschluss oder durch Druck aufgesteckt.

### Tintenvorrat
Bis in die 1970er-Jahre existierten die bereits erwähnten zwei Technologien zur Befüllung: Der Tintensack (üblicherweise aus Naturkautschuk) und der Tintenzylinder mit Kolben.
Üblicherweise wurde der Kolben über eine Gewindestange mit einem Drehknopf am hinteren Ende betätigt, unten rechts (grüner Füller mit schwarzem Ende) gut zu erkennen. Bei einzelnen Modellen (z. B. von Pelikan) wurde ein Teil des Zylinders in durchsichtigem Acryl ausgeführt, wodurch der Füllstand von außen sichtbar war.
Bei Geräten mit Tintensack dominierte insbesondere in den USA der – rechts oben an dem blauen Füller sichtbare – Hebelaufzug. Dieser ist zwar einfacher zu bedienen; bei versehentlicher Betätigung wird aber der gesamte Tintenvorrat entleert. Dies ist beim Kolbenaufzug weniger wahrscheinlich, dafür erzeugt die Drehbewegung beim Auffüllen gezwungenermaßen ein „Wackeln“ und somit oft auch Klecksen.
Ab 1960 wurden beide Konstruktionen durch das Aufkommen von Einweg-Tintenpatronen aus Kunststoff weitgehend verdrängt: Diese werden erst beim Einsetzen durch das Tintenrohr aufgestochen; ein Verkleckern von Tinte ist bei sachgemäßer Anwendung praktisch ausgeschlossen.

### Tintenleitsystem
Das Tintenleitsystem verbindet den Tintenvorrat (ob nun in Tank oder Patrone) mit der Spitze der Schreibfeder und sorgt dabei für gleichmäßigen Tintenfluss ohne Klecksen. Das Tintenleitsystem besteht aus Tintenleiter, Kollektor und Raum für Druckausgleich. Die Tinte fließt aus der Patrone (oder dem Tank) durch den Tintenleiter über den Kollektor zur Federspitze. Der Kollektor besteht aus feinen Lamellen und reguliert die Tintenmenge abhängig vom Druck auf die Federspitze. Während des Schreibens wird die aus dem Tintenvorrat ausgeflossene Tinte durch Luft ersetzt. Andernfalls entstünde ein Unterdruck, der den Tintenfluss stoppen würde.

### Schreibfeder
Die Schreibfeder ist das wesentliche Unterscheidungsmerkmal zwischen Füllfederhaltern und Tuschefüllern.
Die Feder eines Füllfederhalters wird normalerweise aus rostfreiem Stahl oder aus legiertem Gold hergestellt. Moderne Federn werden mit einer harten, haltbaren Spitze versehen, gewöhnlich eine platinhaltige Legierung aus der Nickelgruppe oder Iridium. Das Material der Spitze wird volkstümlich häufig einfach als Iridium bezeichnet, obwohl nicht alle Hersteller dieses spezielle Metall noch in ihren Legierungen für die Federspitzen verwenden. Auch Stahlfedern haben gewöhnlich Spitzen aus einem härteren Metall, da reine Stahlspitzen sich auf dem Papier relativ schnell abnutzen.
In letzter Zeit werden auch vermehrt Federn aus Titan gefertigt.
Die Feder ist normalerweise von der Mitte zur Spitze mit einem dünnen Schnitt versehen, durch den die Tinte durch den Kapillareffekt von dem Vorratsbehälter zur Federspitze fließt. Bei den üblichen Federn von Füllfederhaltern verengt sich die Spitze zu einem Punkt, wodurch die Tinte in einer dünnen, gleichmäßigen Linie zu Papier gebracht wird. Breite Kalligraphiefedern haben teilweise mehrere solche Einschnitte zur Spitze, um den Tintenfluss zu erhöhen und so auch die breiten Linien gleichmäßig mit Tinte zu füllen. Spitz zulaufende Federn mit zwei Einschnitten werden im Allgemeinen als Notenfedern bezeichnet, da durch die doppelte Einkerbung ein großer Strichstärkenkontrast erreicht werden kann, der für das Schreiben von Musiknoten notwendig ist.
Obwohl die üblichen Federn eine punktförmige Spitze besitzen, die in verschiedenen Größen erhältlich sind (häufig: F = fein, M = mittel, B = breit, seltener: EF = extra fein, BB = doppelbreit), sind auch Federn mit anderen Spitzenformen erhältlich. Beispiele sind links bzw. rechts abgeschrägte Federn (Oblique, Reverse Oblique), breite Federn, die einen Band- bzw. Wechselzug ergeben (Stub), sowie elastische, schmale Federn, meist ohne gehärtete Spitze (Italic).
Füllfederhalter aus der ersten Hälfte des 20. Jahrhunderts haben normalerweise eine flexible Feder, wie sie zum Schreiben der bevorzugten Handschriften dieser Zeit benötigt wurden. Ab den 1940er Jahren verschob sich die Präferenz in Richtung steiferer Spitzen, die dem größeren Druck standhielten, der für das Schreiben durch Kopierpapier zum Erstellen von Dokumenten mit Durchschlag erforderlich war (Durchschreibefeder). Diesem Zweck dienten auch die Glasfedern, die zeitweise auch in völlig normalen Kolbenfüllern angeboten wurden.

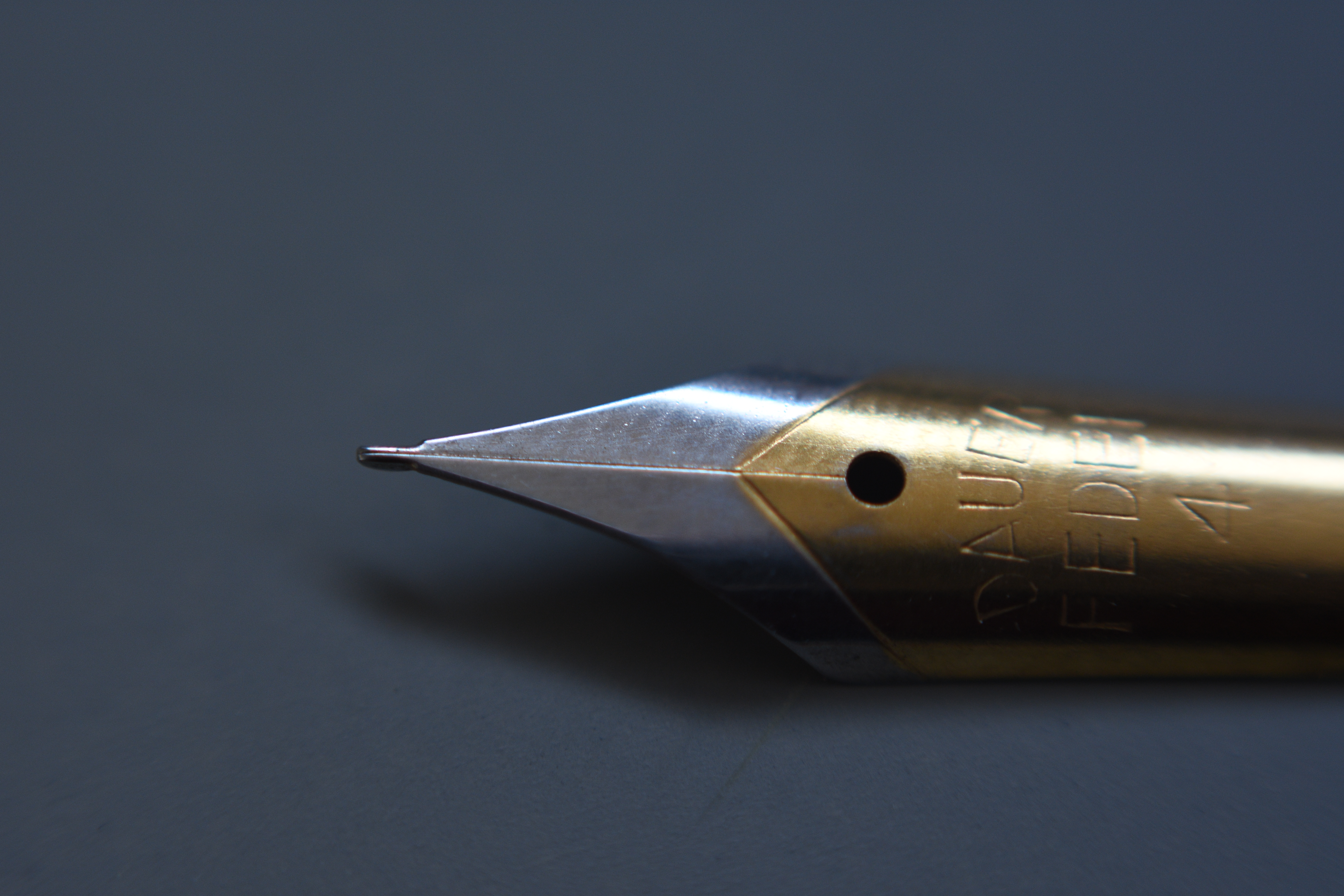
Vergoldete Feder
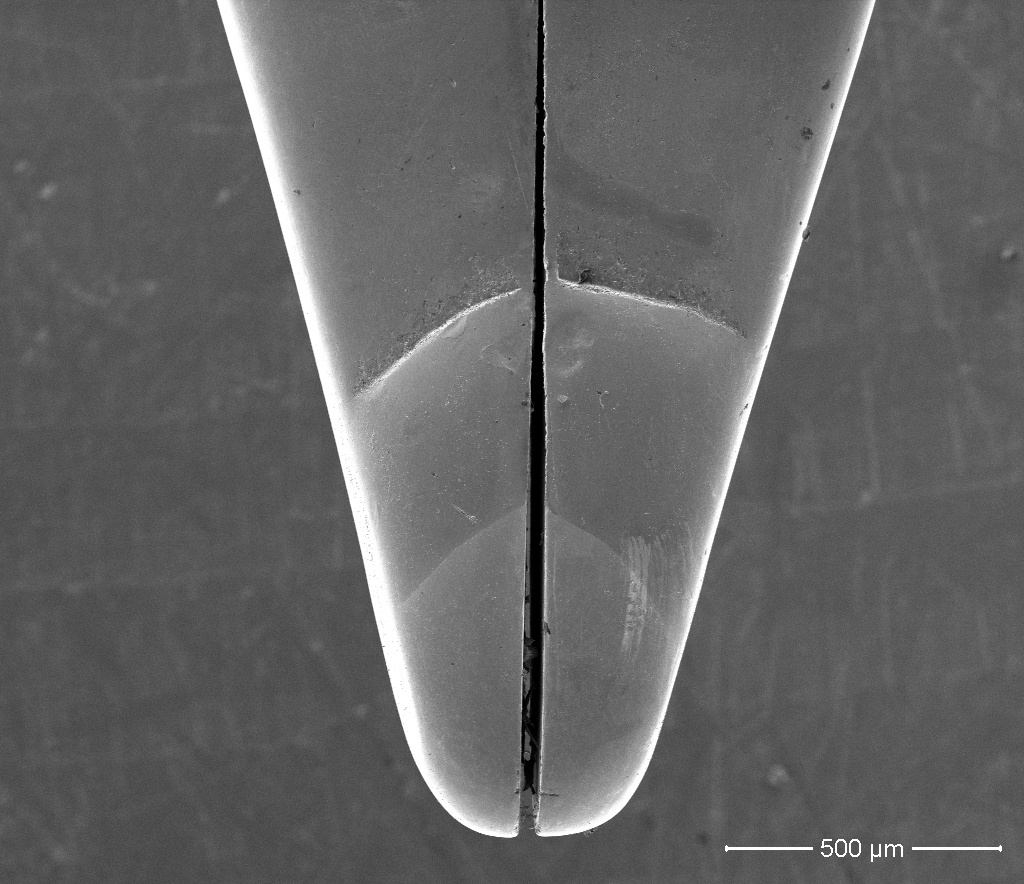
Leicht verschmutzte Feder der Stärke EF, aufgenommen in einem REM
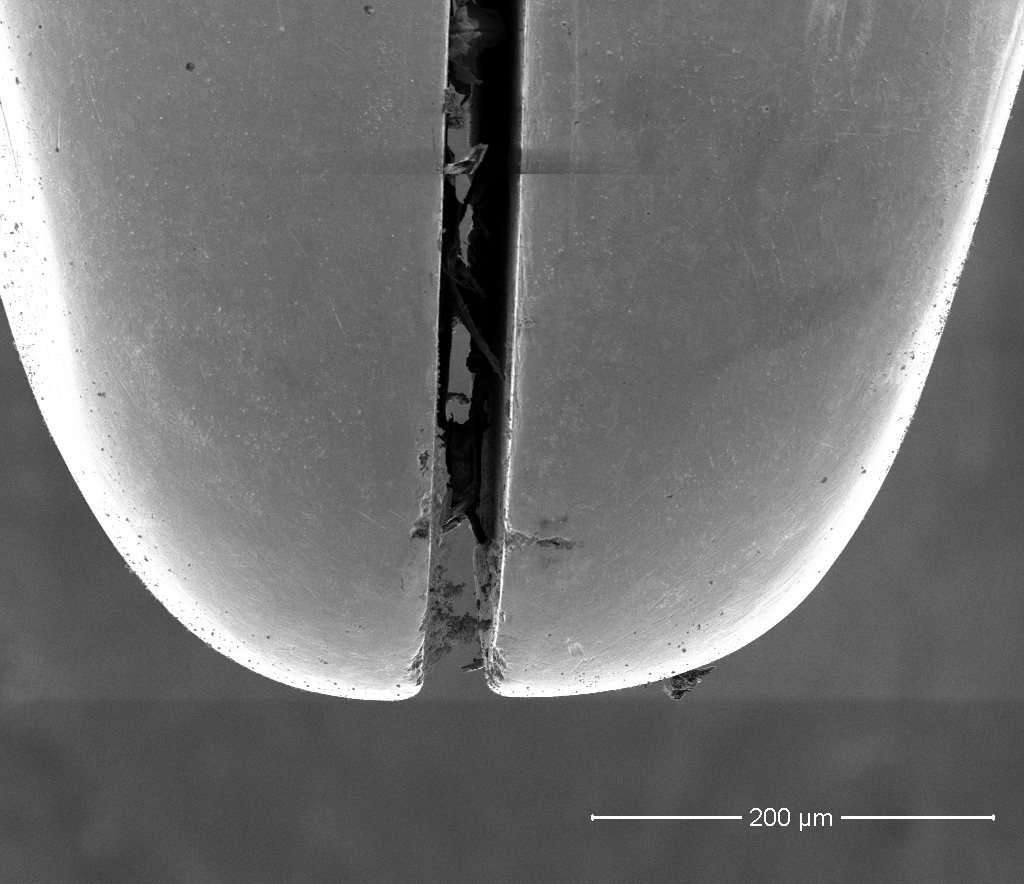
Größere Ansicht der Federspitze
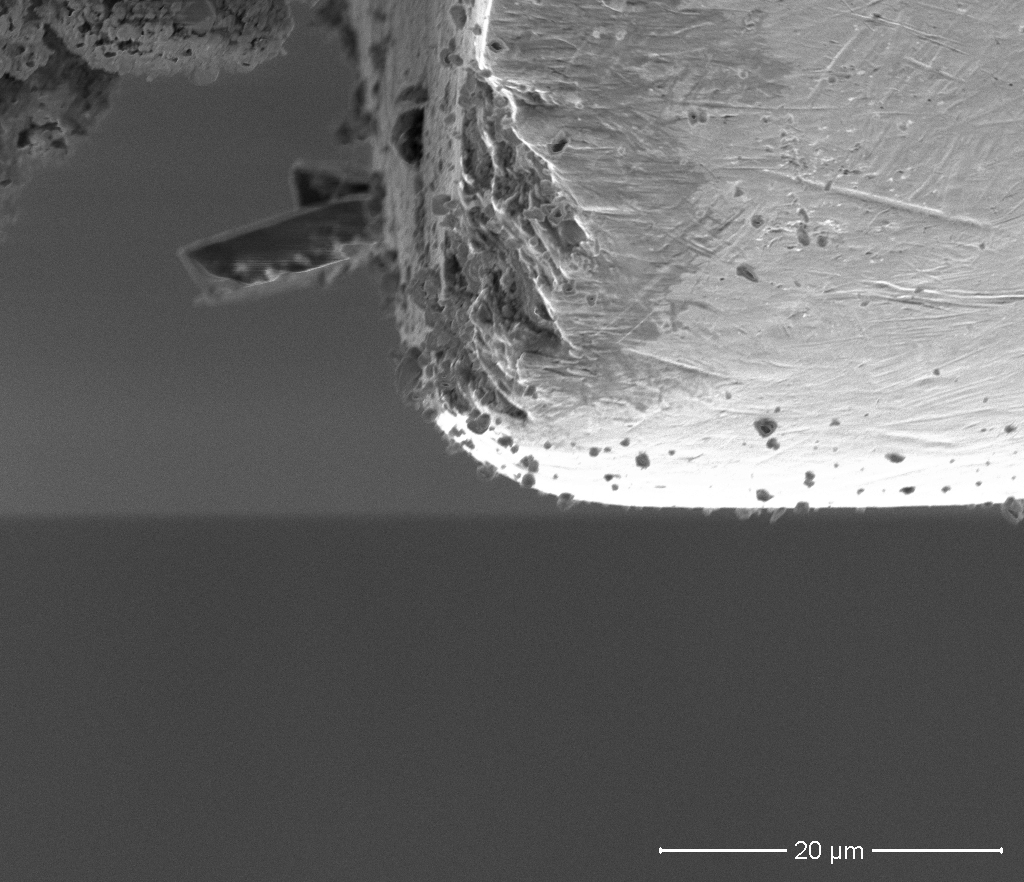
Nahaufnahme von der Feder; schwarze Partikel stellen Tintenreste dar
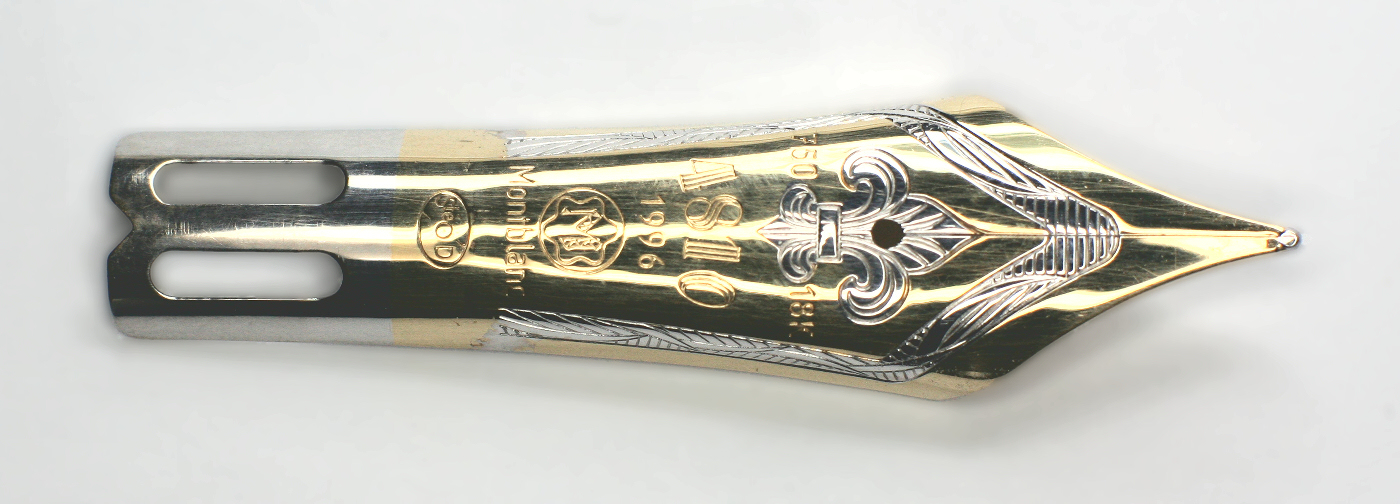
Feder eines Füllers
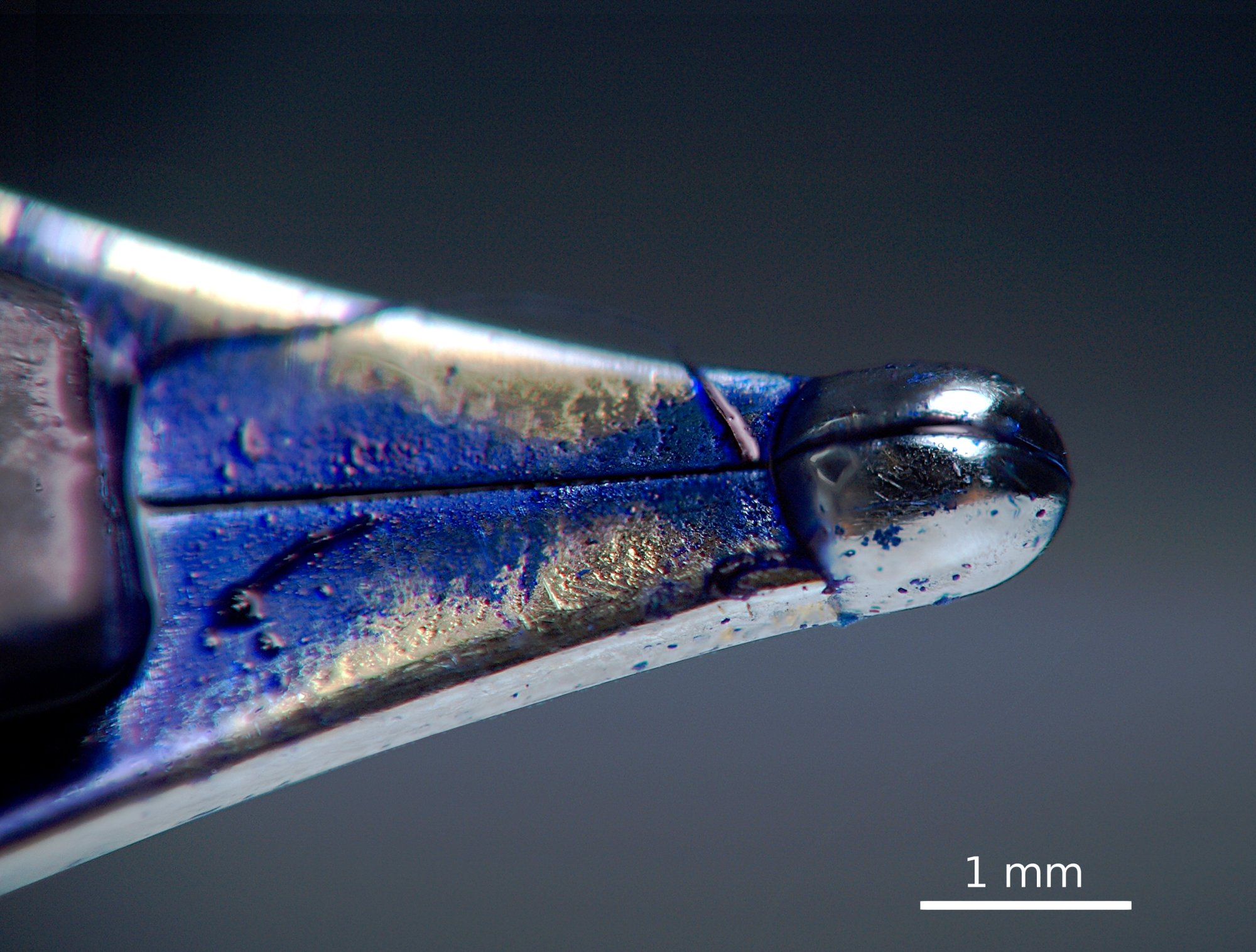
Spitze der Feder eines Füllers
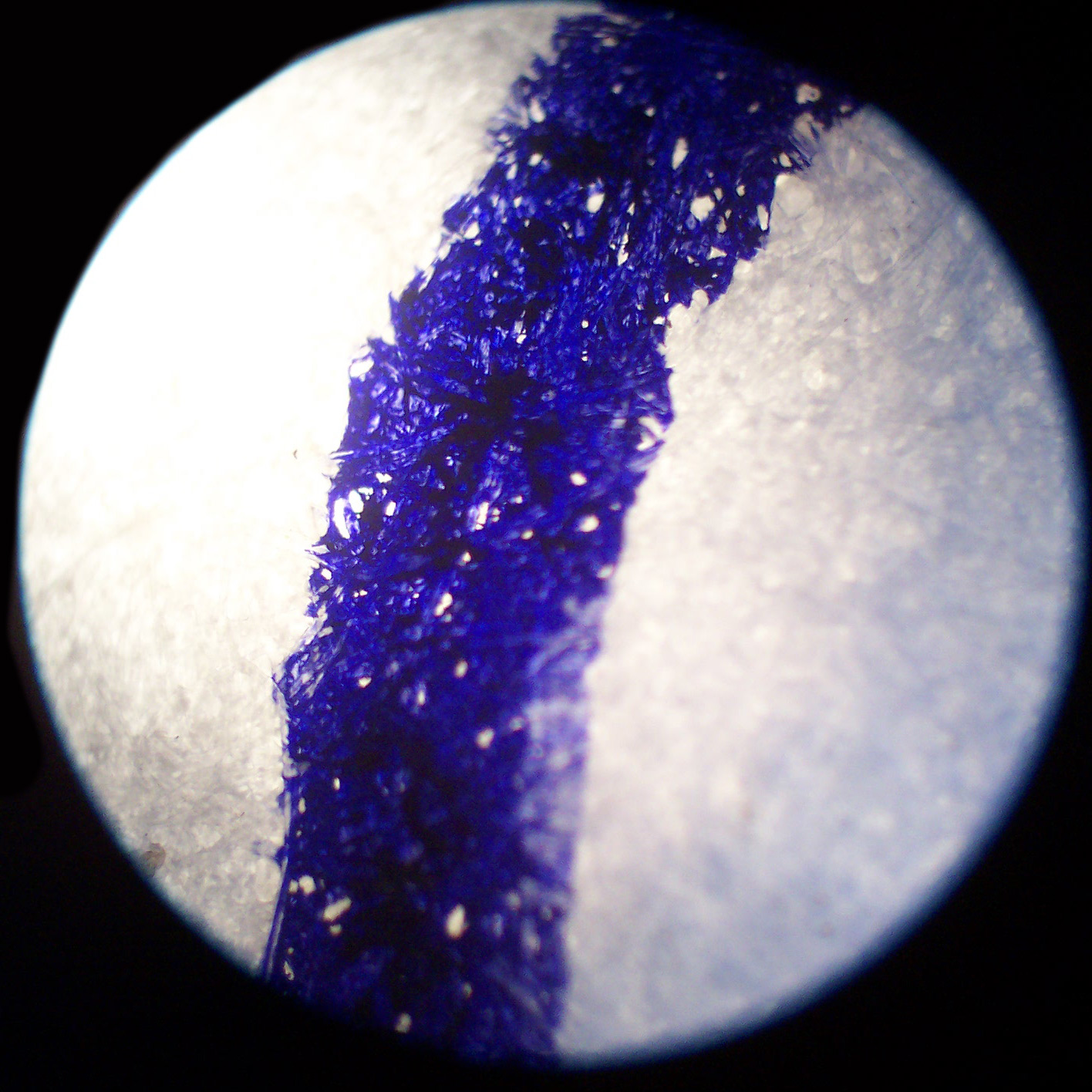
Tintenstrich bei starker Vergrößerung
Vergleich zweier Federn der Federstärken M (links) und F (rechts)

## Verwendung

### Büroarbeit
Zusammen mit dem Massenprodukt Bleistift und der Einführung von preiswertem Papier auf Holzbasis waren Füllfederhalter verantwortlich für eine weitreichende Umwälzung in der Art des Schreibens und der Form der Schreibarbeit während des 19. Jahrhunderts. Sie wurden so zum Vorläufer des modernen Büros, das etwa am Ende des 19. und am Anfang des 20. Jahrhunderts mit der allmählichen Einführung der Schreibmaschine und der frühen Kopierer entstand.
Der Füllfederhalter und in geringerem Umfang der Bleistift ersetzten die nur schwer zu handhabende Kombination aus Tauchfeder (Federhalter), Tintenfass und Löschwiege bzw. Löschsand, die bis dahin zum Schreiben eingesetzt wurden. Die Benutzung einer Tauchfeder war wegen des unregelmäßigen Tintenflusses und der Neigung zu Klecksen eine komplizierte und häufig auch frustrierende Angelegenheit.
Füllfederhalter werden im Allgemeinen als geeignetste Schreibwerkzeuge betrachtet, um mit Tinte auf Papier zu schreiben oder zu zeichnen. Sie sind jedoch kostspieliger, aufwändiger zu pflegen und empfindlicher als Kugelschreiber. Darüber hinaus können sie nicht mit den verschiedenen Pigment-, Schellack-, Eisengallus- oder Acryltinten und -tuschen verwendet werden, wie sie von Künstlern bevorzugt in Kombination mit (Eintauch-)Stahlfedern, Federkielen oder Rohrfedern benutzt werden (Ausnahmen: Pelikans füllfederhaltertaugliche, pigmentierte Fount India und die Kiwa-Guro Black Pigment Ink des japanischen Herstellers Sailor).
Einen für die Verwendung von pigmentierten Tinten oder Tuschen geeigneten Füllfederhalter namens Indigraph entwickelte ein Team um den spanischen Designer Iñigo Echeverria. Das Eintrocknen des Tintenleitsystems wird in diesem Schreibgerät durch eine mit Leitungswasser befüllte Kammer in der Stiftkappe verhindert. Eine in die Kammer integrierte Membrane gibt das Wasser kontrolliert ab, womit Feder und Tintenleiter feucht gehalten werden.

### Schulischer Schreiberwerb
Das Schreibenlernen mit dem Füllfederhalter stellt die letzte Stufe des Erlernens der Handhabung grundlegender Schreibgeräte in der Grundschule dar und dient der systematischen Einübung in eine verbundene Schrift. Die Benutzung wird – nach Wachsmalstiften und Bleistift – in den meisten Bundesländern in der zweiten Jahrgangsstufe erlernt. Dabei wird das Beherrschen der je nach Bundesland üblichen Schreibschrift bereits vorausgesetzt. Das Schreiben mit einer Feder zwingt den Schreibenden zu einer korrekten Grundhaltung, einer Kontrolle über die Druckkraft auf das Papier und einem sorgfältigen Umgang, um klecksenden oder stockenden Tintenfluss zu vermeiden. In den ersten Grundschuljahren ist die Verwendung von Kugelschreibern deshalb in der Regel nicht erlaubt. In der DDR erlernten die Schüler der unteren Klassen die Schulausgangsschrift von Anfang an mit einem Füllhalter, viele verwendeten dabei einen HEIKO-Füller.
Die Handhabung eines Federschreibgerätes ist komplex und erfordert Geschick und feinmotorische Fähigkeiten, die nicht alle Schüler gleichermaßen aufbringen. In Elternforen werden mögliche Alternativen, der Zwang zur Füllerbenutzung und die uneinheitlichen Standpunkte der Lehrkräfte hierzu kontrovers diskutiert. Weit verbreitet ist daher die Praxis des symbolischen „Füllerführerscheins“, der Schülern ausgestellt wird, wenn sie den Umgang mit dem Füllfederhalter erlernt haben.

### Sammelobjekt

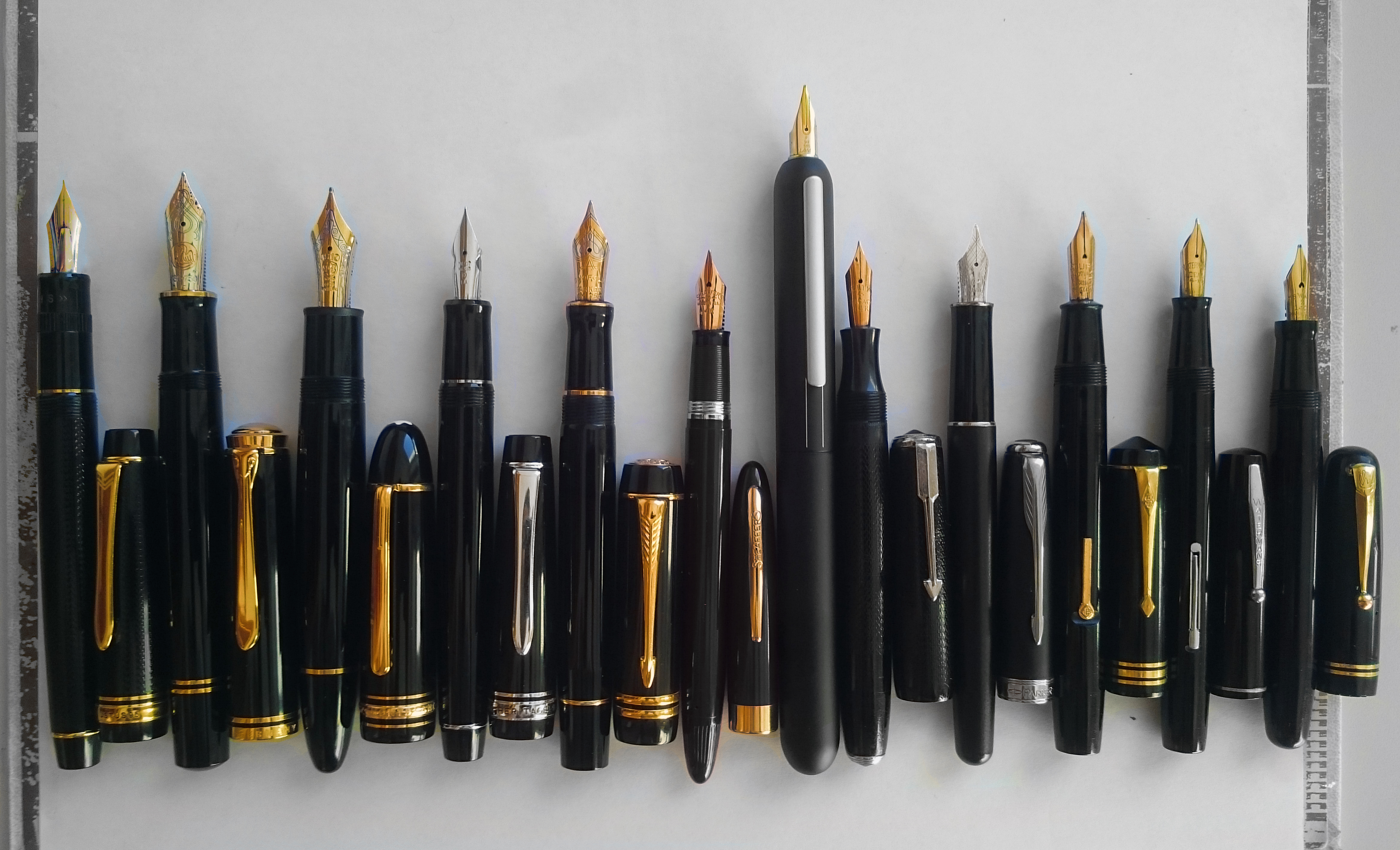
Von links nach rechts: 1. Pilot Justus 95, 2. Pelikan Souverän M1000, 3. Montblanc Meisterstück 149, 4. Pilot Heritage 912, 5. Parker Duofold Centennial, 6. Sheaffer Snorkel Admiral, 7. Lamy Dialog 3, 8. Welty, 9. Parker Sonnet, 10. Conway Stewart 55, 11. Waterman Thorobred, 12. Mabie Todd Swan 3220

Füllfederhalter finden sich neben Massenware auch als kunsthandwerkliche Produkte – ähnlich mechanischen Uhren und anderen (historischen) Gebrauchsgegenständen. Aufwändige Gehäuse für Füllfederhalter werden aus besonderen Metallen, anderen edlen Werkstoffen und zuweilen mit Juwelen versehen hergestellt. Wieder andere Füllfederhalter sind mit einem aus Japan stammenden, als Maki-e bekannten aufwändigen Lackdesign handverziert. Liebhaber sammeln und benutzen alte und moderne Füllfederhalter, und sie tauschen Informationen über alte und moderne Tinten, Tintenfässer und -flaschen aus. Sammler bevorzugen auch bei historischen Schreibgeräten entweder diejenigen, die tatsächlich zum Schreiben benutzt werden können oder reine technisch-museale Schau- oder Schmuckobjekte als Wertanlage.
Die teuersten Füllfederhalter werden von Schmuck- und Schreibwerkzeug-Manufakturen in begrenzter Auflage hergestellt, dazu gehören Tibaldi, Waterman, Montblanc oder Caran d’Ache. Die Preise sind meist nicht durch ihren Materialwert gerechtfertigt, obwohl auch Gold, Diamanten und andere teure Materialien eingesetzt werden. Es geht mehr um den Sammlerwert und die begrenzte Auflage. Bei einigen Modellen werden Preise gezahlt, die bis in die Millionen gehen. Die beiden teuersten Exemplare sind der Monte Celio von Montblanc (Verkaufspreis 2,4 Millionen Euro, 2014) sowie der „Fulgor Nocturnus“ aus dem Hause Tibaldi (Auktionserlös 8 Millionen US-Dollar, 2010).
Am unteren Ende der Preisskala bewegen sich „Einweg“-Füllfederhalter, die nur wenige Euro kosten.

## Filme
- Christian Jakob: Handwerkskunst! Wie man einen edlen Füller macht, SWR Fernsehen – Landesschau Rheinland-Pfalz vom  27. Juli 2018  (YouTube vom 26. November 2018)
- Mit der Füllfeder gegen Tintenkleckse, eine Sendung des Schweizer Fernsehens vom 5. März 2009 (abgerufen am 12. Februar 2011)
- Wissen macht Ah!: Warum läuft die Tinte aus dem Füllfederhalter nicht einfach raus?, YouTube-Kanal der ARD vom 28. März 2011